# Base aérienne de Balbasovo
La base aérienne de Balbasovo (également base Orcha) est une base aérienne en Biélorussie située à Orcha. 
La base a été créée en 1928 à Bolbassy.

## Situation
| Minsk-2 Orcha Brest Homiel · Gomel Hrodna · Grodno Mahiliow · Moguilev Zyabrovka Lida Baranavitchy Borovitsy Matchoulichtchi Chtchoutchyn |